# Agrotis fucosa
Agrotis fucosa là một loài bướm đêm trong họ Noctuidae.